# Blake Hamilton
Blake Ellis Hamilton (Pasadena, 26 ottobre 1994) è un cestista statunitense.

## Palmarès
- Campionato lettone: 1

Ventspils: 2017-18